# Thrinacodus
Thrinacodus (лат.) — вымерший род базальных пластиножаберных рыб. Окаменелости возрастом от позднего девона до раннего карбона найдены по всему миру. Типовой вид — Thrinacodus nanus. Многие виды известны только по трёхстворчатым зубам. Вид T. gracia, изначально помещённый в род Thrinacoselache, обнаружен в серпуховском ярусе известняков Бер-Галч в штате Монтана, США, и известен по отпечатку полной сохранности: длинное, стройное, угреподобное туловище до 1 м в длину, с длинным ростром. В желудке T. gracia сохранились остатки ракообразных и мелких хрящевых рыб (Harpagofututor и Falcatus). Thrinacodus — представитель отряда Phoebodontiformes.